# Don't Kill My Vibe
"Don't Kill My Vibe" é o single de estreia da cantora e compositora norueguesa Sigrid. Seu lançamento ocorreu em 10 de fevereiro de 2017, através das gravadoras Island Records e Universal Music Group. A canção foi escrita por Sigrid e Martin Sjølie.

## Antecedentes
Durante uma entrevista à revista britânica NME, Sigrid disse: "Quando escrevemos 'Don't Kiill My Vibe' Martin Sjølie perguntou-me sobre o que eu estava pensando, e então comecei a falar sobre essa difícil sessão em que estive. Eu poderia ter descrito desse momento como um romance adolescente ruim, mas eu quase quebrei o teclado do Mac porque digitei com raiva." Além disso, Thomas Smith, jornalista responsável pela entrevista, afimrou que "Katy Perry pode ser, de fato, o grande retorno pop aos dias atuais —, mas 'Don't Kill My Vibe' é estrondoso. A entrada da norueguesa de 20 anos no mundo da música é um retorno aos pessimistas com uma grande construção sonora: piano, batidas espalhadas e, eventualmente, um coro majestoso." Jacob Moore, da Complex, classificou a canção como um "um hino de música pop que mostra as habilidades de composição da jovem cantora."

## Lista de faixas
| Download digital |                      |         |  |
| N.º              | Título               | Duração |  |
| 1.               | "Don't Kill My Vibe" | 3:04    |  |

| Download digital |                                        |         |  |
| N.º              | Título                                 | Duração |  |
| 1.               | "Don't Kill My Vibe" (versão acústica) | 3:06    |  |

| Download digital |                                      |         |  |
| N.º              | Título                               | Duração |  |
| 1.               | "Don't Kill My Vibe" (Gryffin Remix) | 3:50    |  |

| Download digital |                                           |         |  |
| N.º              | Título                                    | Duração |  |
| 1.               | "Don't Kill My Vibe" (John MacBeth Remix) | 2:43    |  |

## Desempenho nas tabelas musicais
| Tabela musical (2017)            | Melhor posição |
| -------------------------------- | -------------- |
| Austrália (ARIA)                 | 85             |
| República Checa (Rádio Top 100)  | 94             |
| França (SNEP)                    | 147            |
| Nova Zelândia (RMNZ)             | 4              |
| Noruega (VG-lista)               | 28             |
| Escócia (Scottish Singles Chart) | 20             |
| Reino Unido (UK Singles Chart)   | 62             |

| País (Empresa)    | Certificação |
| ----------------- | ------------ |
| Reino Unido (BPI) | Prata        |

## Histórico de lançamento
| Região         | Data                    | Formato                               | Gravadora        | Ref.   |
| -------------- | ----------------------- | ------------------------------------- | ---------------- | ------ |
| Mundo          | 10 de fevereiro de 2017 | Digital download                      | Island Universal | [ 3 ]  |
| Mundo          | 3 de março de 2017      | Digital download (Acoustic)           | Island Universal | [ 4 ]  |
| Mundo          | 7 de abril de 2017      | Digital download (Gryffin Remix)      | Island Universal | [ 5 ]  |
| Mundo          | 7 de abril de 2017      | Digital download (John MacBeth Remix) | Island Universal | [ 6 ]  |
| Reino Unido    | 7 de abril de 2017      | Contemporary hit radio                | Island Universal | [ 15 ] |
| Estados Unidos | 6 de junho de 2017      | Top 40 radio                          | Island           | [ 16 ] |

## 30em
1. ↑  Thomas Smith (10 de fevereiro de 2017). «New Music Of The Day: Sigrid - 'Don't Kill My Vibe'». NME. Consultado em 23 de março de 2017
2. ↑  Jacob Moore (11 de fevereiro de 2017). «Sigrid's Debut Single 'Don't Kill My Vibe' is a Scandinavian Pop Gem - Pigeons and Planes». Pigeons and Planes. Consultado em 23 de março de 2017
3. 1 2  Worldwide digital release of "Don't Kill My Vibe":
  - «Don't Kill My Vibe - Single by Sigrid on Apple Music». iTunes Store (US). Consultado em 23 de março de 2017
  - «Don't Kill My Vibe - Single by Sigrid on Apple Music». iTunes Store (UK). Consultado em 23 de março de 2017
  - «Don't Kill My Vibe - Single av Sigrid på Apple Music» (em sueco). iTunes Store (SE). Consultado em 23 de março de 2017
  - «Don't Kill My Vibe - Single by Sigrid on Apple Music». iTunes Store (ZA). Consultado em 23 de março de 2017
  - «Don't Kill My Vibe - Single by Sigrid on Apple Music». iTunes Store (AU). Consultado em 23 de março de 2017
4. 1 2  Worldwide digital release of "Don't Kill My Vibe" (Acoustic):
  - «Don't Kill My Vibe (Acoustic) - Single by Sigrid on Apple Music». iTunes Store (US). Consultado em 23 de março de 2017
  - «Don't Kill My Vibe (Acoustic) - Single by Sigrid on Apple Music». iTunes Store (UK). Consultado em 23 de março de 2017
  - «Don't Kill My Vibe (Acoustic) - Single av Sigrid på Apple Music» (em sueco). iTunes Store (SE). Consultado em 23 de março de 2017
  - «Don't Kill My Vibe (Acoustic) - Single by Sigrid on Apple Music». iTunes Store (ZA). Consultado em 23 de março de 2017
  - «Don't Kill My Vibe (Acoustic) - Single by Sigrid on Apple Music». iTunes Store (AU). Consultado em 23 de março de 2017
5. 1 2  Worldwide digital release of "Don't Kill My Vibe" (Gryffin Remix):
  - «Don't Kill My Vibe (Gryffin Remix) - Single by Sigrid on Apple Music». iTunes Store (US). Consultado em 10 de abril de 2017
  - «Don't Kill My Vibe (Gryffin Remix) - Single by Sigrid on Apple Music». iTunes Store (UK). Consultado em 10 de abril de 2017
  - «Don't Kill My Vibe (Gryffin Remix) - Single av Sigrid på Apple Music» (em sueco). iTunes Store (SE). Consultado em 10 de abril de 2017
  - «Don't Kill My Vibe (Gryffin Remix) - Single by Sigrid on Apple Music». iTunes Store (ZA). Consultado em 10 de abril de 2017
  - «Don't Kill My Vibe (Gryffin Remix) - Single by Sigrid on Apple Music». iTunes Store (AU). Consultado em 10 de abril de 2017
6. 1 2  Worldwide digital release of "Don't Kill My Vibe" (John MacBeth Remix):
  - «Don't Kill My Vibe (John MacBeth Remix) - Single by Sigrid on Apple Music». iTunes Store (US). Consultado em 10 de abril de 2017
  - «Don't Kill My Vibe (John MacBeth Remix) - Single by Sigrid on Apple Music». iTunes Store (UK). Consultado em 10 de abril de 2017
  - «Don't Kill My Vibe (John MacBeth Remix) - Single av Sigrid på Apple Music» (em sueco). iTunes Store (SE). Consultado em 10 de abril de 2017
  - «Don't Kill My Vibe (John MacBeth Remix) - Single by Sigrid on Apple Music». iTunes Store (ZA). Consultado em 10 de abril de 2017
  - «Don't Kill My Vibe (John MacBeth Remix) - Single by Sigrid on Apple Music». iTunes Store (AU). Consultado em 10 de abril de 2017
7. ↑  Ryan, Gavin (20 de fevereiro de 2017). «Australian Charts: Ed Sheeran Stays No 1 On ARIA Singles». Noise11. Consultado em 25 de março de 2017
8. ↑  «CZ - Radio - Top 100» (em checo). ČNS IFPI. Nota: Insira 201729 na pesquisa.  Consultado em 25 July 2017.
9. ↑  «Le Top de la semaine : Top Singles Téléchargés – SNEP (Week 22, 2017)» (em francês). Syndicat National de l'Édition Phonographique. Consultado em 3 de junho de 2017
10. ↑  «NZ Heatseekers Singles Chart». Recorded Music NZ. 20 de fevereiro de 2017. Consultado em 25 de março de 2017
11. ↑  «VG-lista - Topp 20 Single uke 10, 2017» (em norueguês). VG-lista. Consultado em 23 de março de 2017. Arquivado do original em 23 de março de 2017
12. ↑  «Official Scottish Singles Sales Chart Top 100» (em inglês). Official Charts Company.  Consultado em 3 June 2017.
13. ↑   «Official Singles Chart Top 100» (em inglês). Official Charts Company.  Consultado em 3 June 2017.
14. ↑  «British single certifications – Sigrid – Don't Kill My Vibe» (em alemão). BPI. Consultado em 12 de abril de 2018
15. ↑  «BBC - Radio 1 - Playlist». BBC Radio 1. 7 de abril de 2017. Consultado em 10 de abril de 2017. Arquivado do original em 9 de abril de 2017
16. ↑  «FMQB: Radio Industry News, Music Industry Updates, Nielsen Ratings, Music News and more!». FMQB. 6 de junho de 2017. Consultado em 11 de junho de 2017. Arquivado do original em 9 de junho de 2017